# 美國醫療衛生的價格
這篇美國醫療衛生價格（英語：Health care prices in the United States），用來討論美國的醫療衛生中（1）決定價格的市場以及非市場因素，還有（2）為何價格會高於其他國家的原因。美國的醫療衛生費用相對於國內生產總值（GDP）的比率，比其他經濟合作與發展組織（OECD）國家高出三分之一，或更高。 根據美國疾病控制與預防中心（CDC）的數據，2015年的人均醫療衛生支出接近10,000美元，總支出為3.2兆美元，佔GDP的17.8％。
這些與其他國家/地區有差異的直接原因包括有：服務相同但價格較高（即單位價格較高）和較多的使用（即消費的單位較多）。而更深層次的原因是較高的行政管理成本、較高的國民人均收入、和較少政府在控制價格方面的干預。美國在近幾十年來在醫療衛生費用的年度增長率有所下降； 但增長率仍高於經濟增長率，導致醫療衛生支出在GDP的佔比穩步成長，從1970年的6％到2015年的接近18％。而美國的這種佔比在2016年到2019年各為：17.9%、17.9%、17.7%、17.8%，對於2020年的預估則為18% 。

## 醫療衛生市場本質

### 覆蓋
美國醫療保險的覆蓋由公共和私人來源共同提供。2016年，美國人口總數約為3.25億，聯邦醫療保險（Medicare）計劃覆蓋65歲及以上的人，數目有5,300萬。65歲以下的2.72億非機構化人口（此所稱的機構：如軍隊、監獄、療養院、或其他機構）中，或者是經由僱主購買保險所覆蓋的1.55億人、或是自行購買（自僱人士，或者個人自行購買）的9,000萬人、最後就是沒有保險覆蓋的2,700萬人。另外，大約有1,500萬軍事人員（被視為「機構化」人口的一部分）經由美國退伍軍人事務部和美國軍事衛生系統獲得醫療保險。在2016年，有91.2％的美國人擁有醫療保險。估計有2,700萬，年紀在65歲以下的人沒有醫療保險覆蓋。

### 價格透明度問題

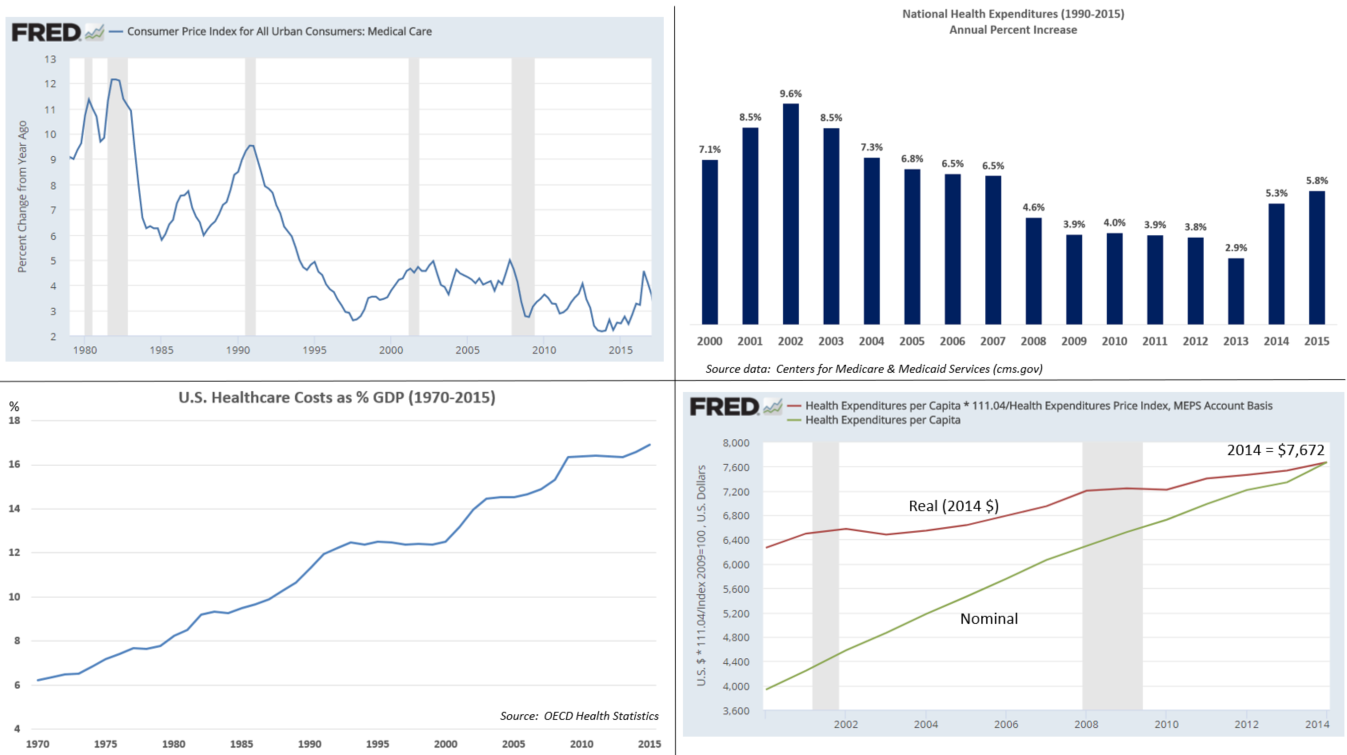
美國醫療衛生成本資訊，包含有成長率變化、人均支出金額、還有對GDP的比率。

與多數美國消費市場不同，醫療衛生服務市場的定價通常缺乏市場透明度。患者通常無法利用價格比較來作購買，因為醫療服務提供者通常不會在提供服務之前披露價格。政府規定的重症醫學，和政府提供的保險計劃（如聯邦醫療保險，Medicare）也會影響到市場定價。根據2011年《紐約時報》的報導，"雖然美國的醫療衛生支出金額遙遙領先世界各國，但是許多研究得出的結論是，美國人並沒有獲得較好的護理" 。美國在這方面的價格是世界上最高的。
在美國的醫療衛生產業，患者通常要等到服務提供過之後才會知道價格。美國慈善基金加利福尼亞醫療衛生基金會所做的一項研究發現，訪客詢問價格資訊，僅有25%能在一次醫院就診時就能成功獲得。這產生一種稱為"意外醫療費用帳單"的現象-患者在接受服務後很長的一段時間才收到一大筆費用帳單。
由於大多數美國人（85％）擁有醫療保險，因此他們不會為因為接受服務而自己去支付費用。保險公司擔任付款人，作為被保險人的代表與醫療衛生提供者協商價格。傳統上，醫院、醫生、和其他服務提供者僅向保險公司和其他的付款機構披露費用表，而不會披露給個別患者。無醫療保險覆蓋的個人應該是直接為服務付費，但是由於他們沒有定價的資料，因此少有比價的機會。
有了高自負額保險，消費者對定價資訊的需求就會增加。隨著高自負額醫療保險計劃在全國興起，許多人的自負額達到或超過2,500美元，他們支付高昂費用療程的能力降低，醫院最終必須承擔患者的醫療護理費用。許多醫療系統因此為患者制定價格透明性計劃和支付計劃，以便患者更能了解他們的費用數字，以及日後如何安排支付。
美國醫學會（AMA）和美國退休人員協會等組織支持"對所有醫療服務進行公平，準確的評估"。但是，消費者能夠用來比較醫師價格的資源並不多。 AMA贊助專業相對價值量表更新委員會的組成，這是一個由醫生組成的私人團體，在對Medicare醫生勞動力的價格評估有很大的影響力。在政界人士中，前眾議院議長紐特·金里奇 （共和黨籍）呼籲提高醫療器械價格的透明度，並指出缺乏透明度是美國醫療體系中，造成消費者和聯邦衛生官員 "無法去做品質、醫療結果、或者價格比較"的少數幾個原因之一 。
最近，一些保險公司宣布打算開始披露醫療衛生提供者的價格，以鼓勵降低成本。也有一些協助醫師及其患者的服務，可透過網路來做服務價格的估計。

### 政府規定的重症醫學照護
在美國和大多數已開發國家中，急診醫學人員被要求對任何有生命危險的患者，必須提供照護，無論他們的經濟能力如何。在美國，1986年通過的《緊急醫療和積極勞動法案》，要求醫院對所有需要緊急照護的患者提供治療，而無需考慮患者的支付能力。
這種為財力不足的重症患者提供治療的政府命令，給醫療服務提供者帶來不小的成本負擔。提供者利用提高其他患者的價格，並且接受政府補助，把費用成本轉往醫療系統的其他領域。

### 醫療衛生服務並非一個典型市場
哈佛大學經濟學家格里高利·曼昆在2017年7月說："自由市場的魔力有時在醫療衛生服務領域內也無法發揮。"原因是：
- 像個人或公司的作為，對其他人的健康產生積極影響的情況，是重要正面的外部性效益(例如疫苗接種和醫學研究）。但是在自由市場，個人和公司兩者都不會做太多（因為利益被低估），因此需要政府出面干預（例如提供補助），以優化市場運作的結果。
- 消費者不知要買的是什麼，因為產品的技術內涵，需要醫生提供專家的意見。由於無法檢測產品的品質，必須要訂立法規來達成目的（例如，給予醫事人員執照，和設立藥品安全性規定）。
- 醫療衛生支出難以預測且價格昂貴，促使保險業建立風險池來分攤風險，並減少不確定性。然而，這種做法會產生副作用-支出的透明度降低，以及會有過度消費醫療護理服務的趨勢。
- 逆向選擇，保險公司可避免接受生病的患者。這可能會導致所謂的保險業的"死亡螺旋"-風險池中最健康的人們會認為保險費過高而選擇退出，從而導致其餘投保人必須支付更高的保費，惡性循環開始。[25]保守派領導智庫之一的美國傳統基金會在1980年代後期提倡個人強制納保（individual mandate），透過要求所有人取得保險，否則就必須支付罰款來克服逆向選擇的現象，這種個人強制納保條款被包含在《患者保護與平價醫療法案》（PPACA，或ACA）之內[26] 之中。

## 聯邦醫療保險和聯邦醫療補助
Medicare計劃於1965年在詹森總統執政時通過，目的是為老年人（65歲及以上）和殘疾人士提供醫療保險服務。同時也通過成立聯邦醫療補助（Medicaid）計劃，主要為兒童、孕婦、和某些有醫療需要的群體提供醫療保險服務。
美國國會預算辦公室（CBO）在2017年10月發表的報告中，根據時間差異作調整，2017財務年度Medicare的支出增加220億美元（4％），反映出受益人的數目和人均給付額的增長。Medicaid支出增加70億美元（2％），部分原因是由於《PPACA》實施的緣故，有更多的人登記加入。未做時間差異調整的2017年Medicare支出為5,950億美元，Medicaid支出為3,750億美元。截至2016年9月，Medicare覆蓋5,700萬人。另一方面，截至2017年7月，Medicaid覆蓋6,840萬人，如果包括兒童醫療保險計劃（CHIP）在內，則人數增加到7,430萬人。
Medicare和Medicaid由聯邦醫療保險和聯邦醫療補助服務中心（CMS）管理。CMS透過[預期支付系統]]（PPS）為住院服務、門診服務、和其他服務設定服務費率表。Medicare是美國最大的單一醫療服務購買者，Medicare的固定價格費率表對市場有重大的影響。這些價格是CMS根據美國醫學會的建議，對不同醫療服務的勞動力和資源投入成本經過分析之後得出。
Medicare定價系統中，對於每個醫療程序，都會設有一個相對價值單位（RVU）。 一個RVU再轉換為美元價格，這個價格隨不同的地區和年份而有變化；2005年，未調整地理位置的基本RVU約為37.90美元。各主要保險公司在與醫療衛生提供者協商費用表時，會利用RVU作為計算基礎，許多保險公司乾脆就全盤採用Medicare的費率表。事實證明，由美國醫學會贊助，負責確定醫療程序RVU工作的委員會（然後Medicare採用他們建議的支付價格）有誇張的把數字膨脹的情況。

## 雇主資助的醫療保險市場

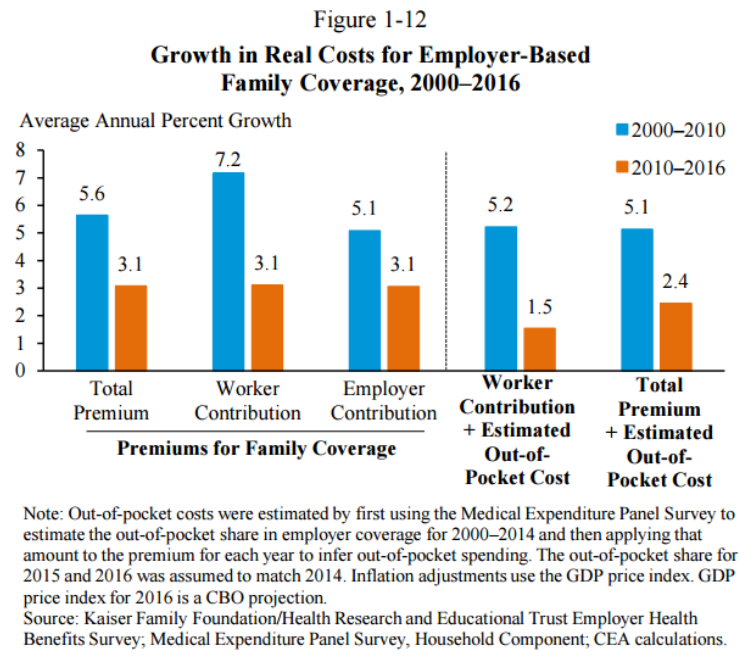
在雇主資助的醫療保險市場，保費和受保人自付費用的增長率都在趨緩。例如保費年增長率，2000年到2010年期間為5.6%，在2010年到2016年期間為3.1%。

據估計在2016年，由雇主提供的醫療保險計劃（團體保險），65歲以下的美國人有1.55億擁有這種保險。CBO估計，2016年個人參加雇主資助的醫療保險，保險費為6,400美元，家庭參加的的保費為15,500美元。2000年以後，美國每年醫療費用增長漸趨緩慢，保費的年增長率也同步趨緩。
估計聯邦政府每年為雇主資助的醫療保險提供2,500億美元的補助（等於為每位受保人補助約1,612美元），而這些由雇主支付的保費並未被當作是僱員的個人收入。這種補助鼓勵僱員購買覆蓋更廣泛的保險（也因此為平均保費帶來上行的壓力），同時也鼓勵更多年輕及健康的人們加入保險（為保費價格帶來下行壓力）。CBO估計，這兩種因素的淨影響是讓保費（設定在無補貼的基礎上）的增加率是10-15％。
凱撒家庭基金會估計，美國2016年由雇主贊助的家庭醫療保險費平均為18,142美元，比2015年增長3％，僱員為此支付5,277美元，其餘部分由雇主負擔。從2015年到2016年，單獨個人的保險費基本上沒有變化，為6,435美元，僱員自己所繳納的保費部分為1,129美元，其餘的由雇主支付。
隸屬於美國總統辦公室的經濟顧問委員會（CEA）對於自2000年以來雇主市場的年度成本增長率下降的情況的描述是-家庭保險的保費從2000年至2010年的年度增長是5.6％，但從2010年至2016年的年度增長僅為3.1％。總保費加上估計的自付費用（即自負額 (醫療保險)和共付額）從2000年到2010年增加率是5.1％，而2010年到2016年增加率是2.4％。

## 根據PPACA設立的醫療保險市集
醫療保險市集與雇主資助購買保險的市場兩者不同，據估計，2017年，有1,200萬的個人透過這個市集購買醫療保險（不是透過企業雇主購買）。PPACA法案規定，根據收入水準，以保費稅收抵免的形式當作補助，提供給購買保險的個人或家庭。收入較高的消費者獲得的補助較低。從2016年到2017年，補助前保費的價格大幅上漲，但補助也隨之增加，消費者的補助後保費成本因此得以降低。
例如，在2016年發表的一項研究（根據在17個城市收集的資料）發現，縱然藍十字藍盾協會提議在阿拉巴馬州把保費增加40％，以及在德克薩斯州把保費增加60％，而對40歲的不吸菸者的2017年平均保費的增加，只約為9％。這些保費增長的部分的一部分或是全部都被補助所抵銷，補助是以稅收抵免的形式完成。例如，凱撒家庭基金會報告說，對於Medicaid計劃費用中第二低的"銀級計劃"（這個計劃經常被選出，用作確定財務補助的基準，請參考:患者保護與平價醫療保險#保險法規：個人保單），一名年紀40歲，年收入30,000美元，不吸菸者的2017年補助/稅收抵免後的實際支付金額，與2016年的金額相同（約208美元/月），但是補助前的價格則是大幅上漲。這種支付金額在美國全國一致。換句話說，補助金額與補助之前的保費價格一起增加，價格上漲因素完全被抵消。
保費稅收抵免補助與川普總統於2017年終止的保險公司分攤費用補助兩者不同，這種保險公司分攤費用補助的終止，預計會把PPACA醫療保險市集在2018年的保費提高約20%。

## 自負額
在雇主市場，雖然醫療保險的保費增長有所放緩，但部分原因是由於保單包含更高的自負額、共付額、還有自付費用的最高限額，醫療保險的成本因此實際上是從保險公司轉移到患者身上。此外，許多員工選擇把健康儲蓄帳戶與更高的自負額醫療保險計劃相連結，這樣的措施對於PPACA的影響暫且不易準確的估計。
對於通過雇主在（"團體市場"）獲得醫療保險的人，在2016年所做的一項調查發現：
- 從2011年到2016年，自負額增長率為63％，保費增長率為19％，而僱員的收入僅增長11％。
- 2016年，有五分之四的僱員在保單裡面都有自負額，平均金額為1,478美元。在僱員少於200人的公司，平均自負額則為2,069美元。
- 具有自負額至少為1,000美元的僱員，他們的比率從2006年的10％增加到2016年的51％。如果把雇主的分攤列入考慮的話，這個2016年的比率則降至38％。[41]

對於"非團體"（即個人自行購買醫療保險）市場，有三分之二是透過PPACA醫療保險交易所（市集）所購買，一項根據2015年數據所做的調查發現：
- 個人醫療保險的自負額至少為1,500美元的佔49％（家庭醫療保險的自負額為3,000美元），高於2014年的36％。
- 許多登記加入醫療保險市集的人都有資格獲得保險費用分攤補助，他們的淨自負額因此會減少。
- 雖然大約75％的市集加入者對他們選擇的醫生和醫院"非常滿意" 或是"有些滿意"，但只有50％的人對年度需負擔的自負額表示滿意。
- 有52％透過PPACA保險市集取得覆蓋的人，感到自己"得到很好的保護"，但從團體市場中獲得醫療保險的，則有63％的人覺得有很好的保護。[42]

## 處方藥
根據OECD的數據，2015年美國的處方藥人均支出為1,162美元，而加拿大人為807美元、德國人為766美元、法國人為668美元、英國人為497美元。

## 費用較高的原因
相對於其他國家，以及隨著時間的演進，美國醫療衛生費用較高的原因，仍是專家之間辯論的議題。

### 相對於其他國家

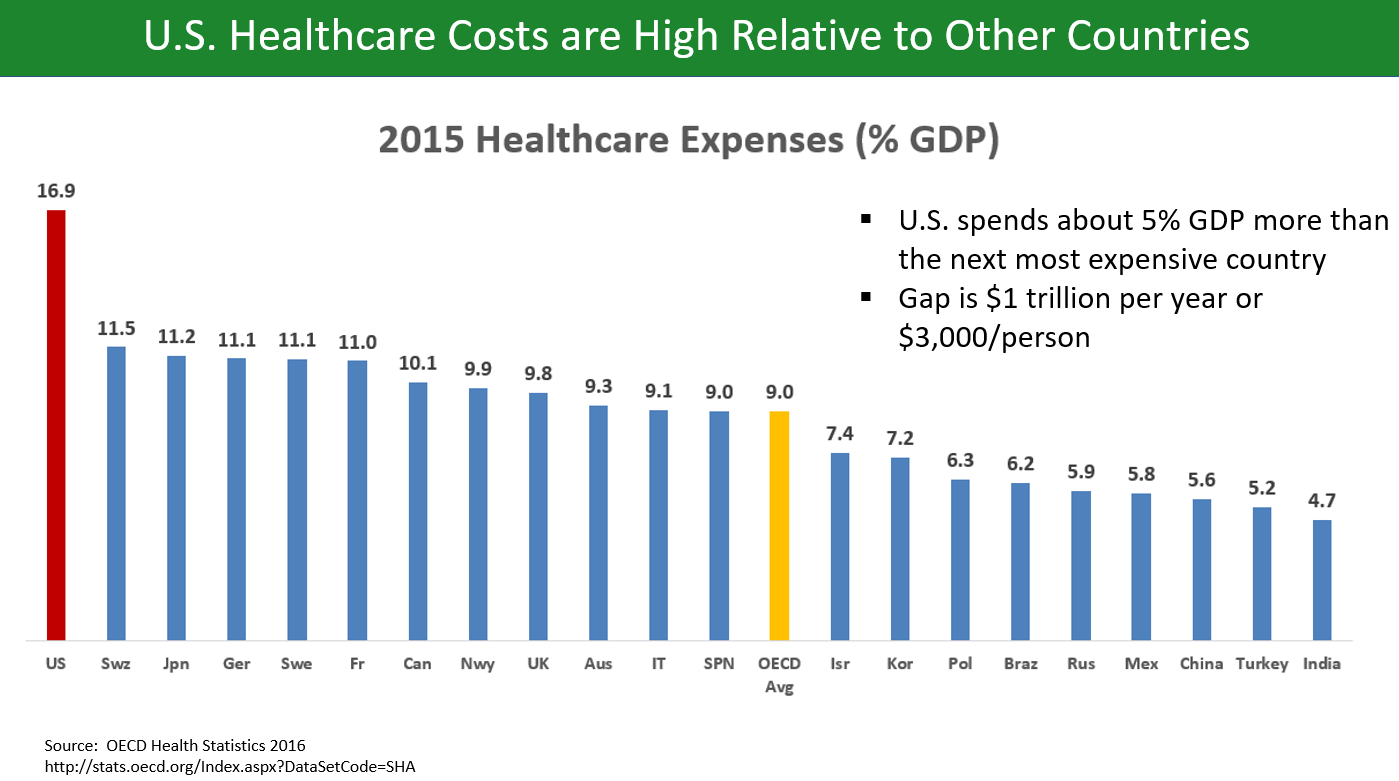
OECD國家中，醫療衛生費用和GDP的比較，以條狀圖表示

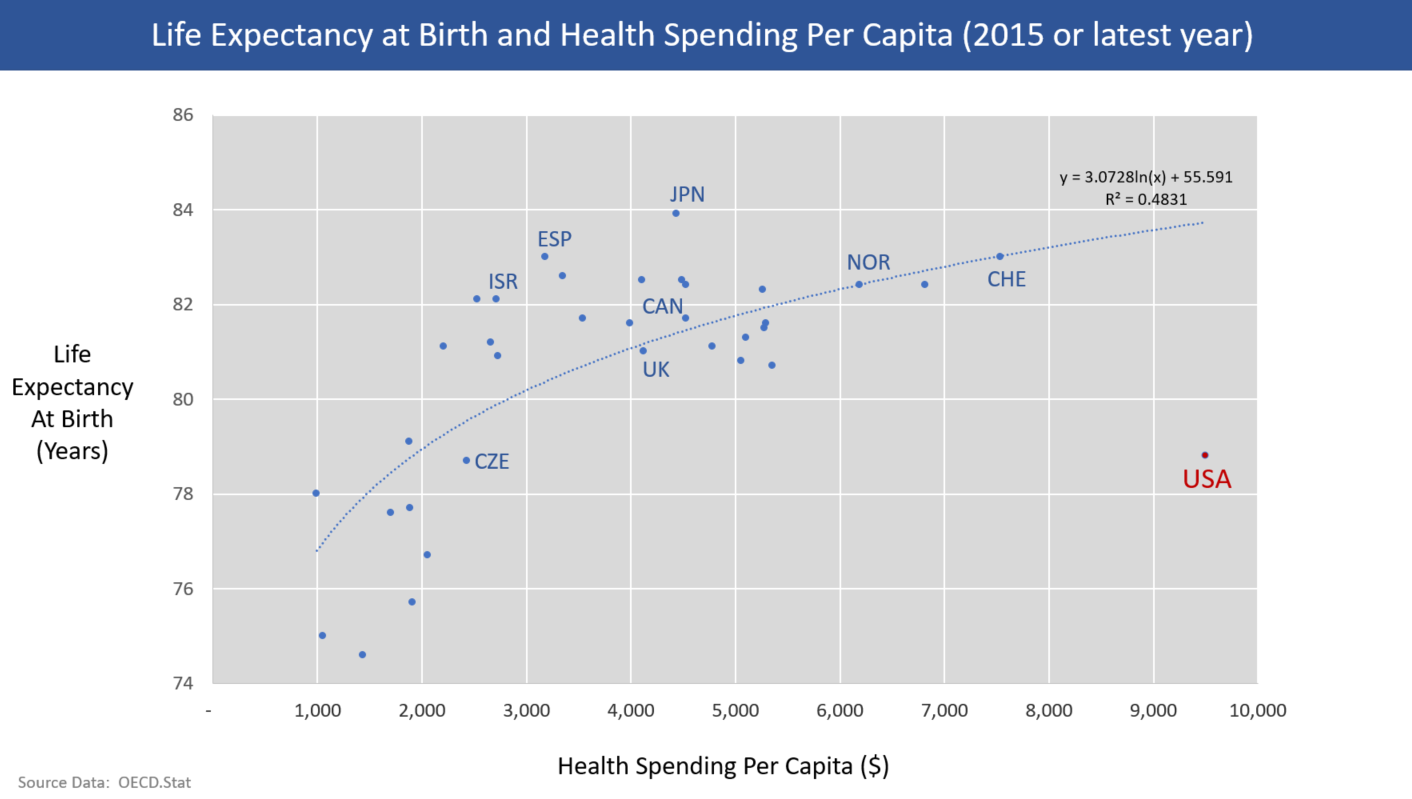
2013年OECD國家人民預期壽命和人均醫療衛生費用的比較，美國在其中是個，有高額的花費，但是預期壽命卻低於平均值。

根據OECD的資料，2015年美國的醫療衛生費用為GDP的16.9％，比第二高的OECD國家高出5％。當年美國的GDP為19兆美元，在這個擁有3.2億人口的國家中，醫療衛生費用約為3.2兆美元，即人均支出約為10,000美元。GDP差距5％代表的是1兆美元，相對於第二高的國家，等於人均費用約多出3,000美元。換句話說，美國必須將醫療衛生成本削減約三分之一（減少總支出1兆美元，或每人減少支出3,000美元）才能與第二高的國家比較。在2014年，美國的醫療衛生支出分配如下：醫院護理佔32％、醫師和臨床服務佔20％、處方藥佔10％、以及其他；其中雜項類別，僅佔支出的不到5％。前三大項佔支出的62％。
與其他國家的重要區別包括：
- 行政管理費用。美國醫療衛生費用中約有25％與行政管理有關（例如出帳和付款，而不是用在醫療服務、醫療用品、和藥品的直接提供之上），而其他國家的行政管理費用僅佔10-15％。例如，杜克大學醫學中心有900張病床，卻聘用1,300名計費員。[45][46]假設每年在醫療衛生服務上花費3.2兆美元，那麼節省10％的費用就可省下3,200億美元，每年節省15％的費用就可省下5,000億美元。從規模上看，將行政管理成本削減到同等國家的水準，大約會佔到差別的三分之一至一半。會計審計專業以及企管專業公司普華永道於2009年所做的一項研究估計，從不必要的花費和行政管理成本就可節省2,100億美元，這一數字用2015年的美元計算，金額會更高。[47]
- 各地醫院的費用差異。哈佛大學經濟學家大衛·卡特勒（英语：David Cutler）在2013年說，醫療衛生支出中約有33％，即每年約1兆美元，與改善健康結果無關。[45]全國每位參保人的Medicare報銷金額差異很大。2012年，每位參保者的平均調整後Medicare報銷金額（針對健康狀況、收入、和種族做調整），支出最低的地區為6,724美元，最高的地區為13,596美元。[48]
- 相同的服務，美國的收費比其他國家更高-藥品價格較高、醫生的薪水較高、供應商對醫療設備的收費較高。[45]記者托德·希克森（Todd Hixon）在一項研究中報導，美國花在醫師的人均費用大約是1,600美元，是同等國家的310美元的五倍，這個差距就佔了同等國家整個差距的37%。這是由於在美國大量使用專科醫生所造成，美國專科醫生的收費是同等國家的3-6倍。[49]
- 美國人均收入水準較高，這與美國和其他國家/地區的較高醫療保健衛生支出有關。希克森的報導提起普林斯頓大學教授烏韋·萊因哈特（英语：Uwe Reinhardt）所做的一項研究，得出的結論是，與其他國家/地區的醫療支出差距，約有三分之一，差不多是人均1,200美元（以2008年的美元價值計算），與美國人較高的收入有關。人均收入較高，與使用更多醫療服務有關。[49]
- 美國人比其他國家的人獲得更多的醫療服務。美國的乳房攝影術使用量是同等國家的3倍，核磁共振成像（MRI）掃描次數則為2.5倍，人均剖腹產多出31％。除其他因素之外，這是人均收入增加和專科醫生使用增加的綜合結果。[3]
- 與其他國家相比，美國政府對降低價格的干預做得不夠積極。史丹佛大學經濟學家維克多·福克斯（英语：Victor Fuchs）在2014年寫道："如果我們反過來問，為什麼其他高收入國家的醫療費用會低那麼多，答案幾乎總是指出-政府可以發揮更大，更強的作用。政府通常可以消除大部分高昂的保險業行政管理費用、取得較低的投入價格、並透過提高初級照護醫師（英语：Primary care physician）和醫院病床的供應量、同時嚴格控制專科醫生的數目和昂貴的技術，來影響醫療產能的組合。政治制度為不同的利益集團創造出許多“障礙”，以阻止或改變政府在這些領域的作用。"[3]

### 相對於往年
CBO對醫療費用隨時間推移而膨脹的原因做分析，在2008年的報告中說："醫療費用的增長是由許多因素所推動，但大多數分析人士的結論是，長期的增長主要是因為技術的進步，產生新的醫療服務，而醫療系統又採用這些醫療服務的結果..."CBO從主要是從3項研究的資料做總結時說，推動從1940年到1990年的費用增長的因素，它們的佔比各為：
- 技術進步：佔38-65％。CBO將進步定義為"臨床做法中任何可增強醫療服務提供者在診斷、治療、或是預防身體問題的能力"。
- 個人收入增長：佔5-23％。收入較高的人往往會在醫療衛生上花費更多。
- 行政管理費用：佔3-13％。
- 人口高齡化：佔2％。隨著人民的高齡化，老年人更容易生病，有更多的人會需要更昂貴的治療。[50]

根據美國聯邦儲備系統的數據，近幾十年來醫療衛生費用的年度增長率有所下降：
- 1970年-1979年：7.8％
- 1980年-1989年：8.3％
- 1990年-1999年：5.3％
- 2000年-2009年：4.1％
- 2010年-2016年：3.0％[4]
- 2017年：2.51%
- 2018年：1.97%
- 2019年：2.83% [51]

雖然增長率有所下降，但總體上仍高於經濟成長率，導致醫療衛生支出相對於GDP的比率穩定的上升，從1970年的6％上升到2015年的近18％。，這個比率在2018年為17.7%。 

## 外部連結
- Dept. of HHS Report on Govt. Payments for Indigent Care （页面存档备份，存于）
- Centers for Medicare and Medicaid Services （页面存档备份，存于）
- AMA Description of RBRVS （页面存档备份，存于）
- Price Check: The Mystery of Hospital Pricing (California HealthCare Foundation study, December 2005)
- Medical Costs Vary Wildly Around The Country （页面存档备份，存于） (state-by-state and intrastate charts)